# Problema del valor inicial
En càlcul multivariable, un problema de valor inicial (IVP) és una equació diferencial ordinària juntament amb una condició inicial que especifica el valor de la funció desconeguda en un punt donat del domini. Modelar un sistema en física o altres ciències sovint equival a resoldre un problema de valor inicial. En aquest context, el valor inicial diferencial és una equació que especifica com evoluciona el sistema amb el temps donades les condicions inicials del problema.

## Definició
Un problema de valor inicial és una equació diferencial
{\displaystyle y'(t)=f(t,y(t))} amb {\displaystyle f\colon \Omega \subset \mathbb {R} \times \mathbb {R} ^{n}\to \mathbb {R} ^{n}} on {\displaystyle \Omega } és un conjunt obert de {\displaystyle \mathbb {R} \times \mathbb {R} ^{n}},
juntament amb un punt en el domini de {\displaystyle f}
{\displaystyle (t_{0},y_{0})\in \Omega ,}
anomenada condició inicial.
Una solució a un problema de valor inicial és una funció {\displaystyle y} que és una solució de l'equació diferencial i satisfà
{\displaystyle y(t_{0})=y_{0}.}
En dimensions superiors, l'equació diferencial es substitueix per una família d'equacions {\displaystyle y_{i}'(t)=f_{i}(t,y_{1}(t),y_{2}(t),\dotsc )}, i {\displaystyle y(t)} es veu com el vector {\displaystyle (y_{1}(t),\dotsc ,y_{n}(t))}, més comunament associat amb la posició a l'espai. De manera més general, la funció desconeguda {\displaystyle y} pot prendre valors en espais de dimensions infinites, com ara espais de Banach o espais de distribucions.
Els problemes de valor inicial s'estenen a ordres superiors tractant les derivades de la mateixa manera com una funció independent, p.e. {\displaystyle y''(t)=f(t,y(t),y'(t))}.

## Existència i singularitat de solucions
El teorema de Picard–Lindelöf garanteix una solució única en algun interval que conté t 0 si f és contínua en una regió que conté t 0 i y 0 i compleix la condició de Lipschitz sobre la variable y. La demostració d'aquest teorema procedeix reformulant el problema com una equació integral equivalent. La integral es pot considerar un operador que mapeja una funció amb una altra, de manera que la solució és un punt fix de l'operador. Aleshores s'invoca el teorema del punt fix de Banach per demostrar que existeix un punt fix únic, que és la solució del problema del valor inicial.
Una prova més antiga del teorema de Picard-Lindelöf construeix una seqüència de funcions que convergeixen a la solució de l'equació integral i, per tant, la solució del problema del valor inicial. Aquesta construcció de vegades s'anomena "mètode de Picard" o "mètode de les aproximacions successives". Aquesta versió és essencialment un cas especial del teorema del punt fix de Banach.
Hiroshi Okamura va obtenir una condició necessària i suficient perquè la solució d'un problema de valor inicial fos única. Aquesta condició té a veure amb l'existència d'una funció de Lyapunov per al sistema.
En algunes situacions, la funció f no és de classe C 1, o fins i tot Lipschitz, de manera que no s'aplica el resultat habitual que garanteix l'existència local d'una solució única. Tanmateix, el teorema de l'existència de Peano demostra que fins i tot per a f merament contínues, les solucions estan garantides que existeixen localment en el temps; el problema és que no hi ha cap garantia de singularitat. El resultat es pot trobar a Coddington i Levinson (1955, Teorema 1.3) o Robinson (2001, Teorema 2.6). Un resultat encara més general és el teorema de l'existència de Carathéodory, que demostra l'existència d'algunes funcions discontínues f.

## Exemples
Un exemple senzill és resoldre {\displaystyle y'(t)=0.85y(t)} i {\displaystyle y(0)=19}. Estem intentant trobar una fórmula {\displaystyle y(t)} que compleix aquestes dues equacions.
Reordenar l'equació de manera que {\displaystyle y} està al costat esquerre
{\displaystyle {\frac {y'(t)}{y(t)}}=0.85}
Ara integrar ambdues parts respecte a {\displaystyle t} (això introdueix una constant desconeguda {\displaystyle B}).
{\displaystyle \int {\frac {y'(t)}{y(t)}}\,dt=\int 0.85\,dt}
{\displaystyle \ln |y(t)|=0.85t+B}
Eliminar el logaritme amb exponenciació a ambdós costats
{\displaystyle |y(t)|=e^{B}e^{0.85t}}
Deixar {\displaystyle C} ser una nova constant desconeguda, {\displaystyle C=\pm e^{B}}, ja que
{\displaystyle y(t)=Ce^{0.85t}}
Ara cal trobar un valor per {\displaystyle C}. Ús {\displaystyle y(0)=19} tal com es dona al començament i substitueix 0 per {\displaystyle t} i 19 per {\displaystyle y}
{\displaystyle 19=Ce^{0.85\cdot 0}}
{\displaystyle C=19}
això dóna la solució final de {\displaystyle y(t)=19e^{0.85t}}.